# Chris Irslinger
Chris Irslinger (* 20. Februar 1997 in Filderstadt, bürgerlich Christoph Immanuel Irslinger) ist ein deutscher Film- und Theater-Schauspieler.

## Leben
Chris Irslinger wuchs in Tübingen auf, wo er bereits in der Schule an der Theater AG spielte.
Außerdem war er bereits in jungen Jahren im Kinder und Jugendzirkus Zambaioni engagiert. Seine klassische Schauspielausbildung begann er mit 18 Jahren an der internationalen Schauspielakademie CreArte in Stuttgart, welche er 2018 erfolgreich abschloss.
Einem größeren Publikum wurde Irslinger durch seine Rolle als Jonas „Hecki“ Heckenberger in der Joyn-Serie Das Internat bekannt, in der er den Biologie-Referendar und heimlichen Liebhaber von Rektorin Meyer-Stäblein (gespielt von Sonya Kraus) verkörperte.
2022 war Irslinger im Theater der Altstadt in Stuttgart-West als Protagonist „Franz Huchel“ in Der Trafikant von Robert Seethaler zu sehen.

## Filmografie
- 2018: A Girl of Hope (Kurzfilm)
- 2020–2021: Das Internat (Serie)
- 2022: Herr Berger sucht einen Sohn
- 2024: 30 Tage Lust (Serie)

## Theater
- 2019: Der Brandner Kaspar und das ewig’ Leben am Theater der Altstadt in Stuttgart-West
- 2022: Der Trafikant am Theater der Altstadt in Stuttgart-West